# Tagana-an
Tagana-an ist eine philippinische Stadtgemeinde in der Provinz Surigao del Norte. 
Sie liegt im Norden der großen Insel Mindanao, zu ihr gehören einige im Nordosten gelegene kleine Inseln.
Die Gemeinde hat 16.428 Einwohner (Zensus 1. August 2015).

## Baranggays
Tagana-an ist politisch in 14 Baranggays unterteilt.
- Aurora (Pob.)
- Azucena (Pob.)
- Banban
- Cawilan
- Fabio
- Himamaug
- Laurel
- Lower Libas
- Opong
- Patino
- Sampaguita (Pob.)
- Talavera
- Union
- Upper Libas